# 津谷正明
津谷正明（英語：Masaaki Tsuya, 1952年6月22日—）是一位日本企业家。

## 生平
1952年出生于日本东京都，1976年毕业于一桥大学经济系，之后进入普利司通，1983年毕业于芝加哥大学布斯商学院，求学期间遇见妻子津谷典子。2012年担任普利司通首席执行官，2013年担任董事长。2020年3月卸任普利司通首席执行官，由石桥秀一接替。